# Кањолети (Сондрио)
Кањолети је насеље у Италији у округу Сондрио, региону Ломбардија.
Према процени из 2011. у насељу је живело 92 становника. Насеље се налази на надморској висини од 683 м.